# William Tyrell of Beeches
Sir William Tyrell of Beeches († 1462) war ein englischer Ritter.

## Leben
Sir William war der älteste Sohn von Sir John Tyrell of Heron (um 1382–1437) und Alice Coggestall.
Die Familie Tyrell besaß mehrere Häuser und Güter in Essex, unter anderem Heron, Gipping und Beeches.
Sir William war ein treuer Anhänger des Hauses Lancaster und kämpfte während der Rosenkriege bei den Schlachten von Northampton (1460), Wakefield (1460), St Albans (1461), und Towton (1461) zusammen mit seinem Neffen William Tyrell of Heron. 
Sir William Tyrell of Beeches wurde wegen seines Kampfes gegen das Haus York am 23. Februar 1462 auf dem Tower Hill enthauptet.

## Ehe und Nachkommen
Sir William war verheiratet mit Anne, Tochter des William Fitz-Simon.
Das Paar hatte folgende Nachkommen:
- John
- Jane
- Anne